# Német szöcske
A német szöcske (Rhacocleis germanica) a fürgeszöcskék családjába tartozó, Európában honos szöcskefaj.

## Megjelenése
A német szöcske testhossza a hím esetében 17-19 mm, a nőstény 16-20 mm, ehhez járul még a 13-16 mm-es tojócső. Közepes termetű, karcsú szöcske. Alapszíne barnás, ritkábban szürkés vagy feketés, kis, sötétebb foltokkal márványozva. A torpajzs oldallebenyének alsó peremén világos csík látható. A szárnyak mindkét nemnél csökevényesek.  A hím cercusának (potrohfüggelékének) a tövén egy feltűnően nagy, befelé álló tüske található. A nőstény tojócsöve hosszú, vékony és egyenes, csak a végén ível kissé felfelé. 
Ciripelése füllel alig hallható, inkább ultrahangdetektorral lehet észlelni (maximuma 30 kHz-nél van). Éneke zümmögő, nagyon gyors 0,2-0,7 másodperces strófákból áll, melyeket 1-3 másodpercenként ismétel. Főleg éjjel énekel. 

### Hasonló fajok
A karcsú szöcske hasonlít hozzá.

## Elterjedése
Európai mediterrán faj, Dél-Franciaországban, Olaszországban és a Balkánon honos, de megtalálható Dél-Ausztriában és a Kárpát-medencében is. Magyarországon viszonylag ritka, a domb- és hegyvidékek (pl. Mecsek, Dunántúli-középhegység, Naszály, Cserhát, Mátra) déli lejtőinek lakója. 

## Életmódja
Meleg és száraz, közepesen száraz sziklagyepek, cserjések, molyhos tölgyesek, bokorerdők szöcskéje. A magasabb gyepszintben, bokrok alsó régióiban mozog.
Kifejlett példányaival júniustól októberig lehet találkozni. Áttelelő petéiből áprilisban kelnek ki a lárvák.  
Magyarországon nem védett.